# Velîka Vîska, Mala Vîska
Velîka Vîska (în ucraineană Велика Виска) este o comună în raionul Mala Vîska, regiunea Kirovohrad, Ucraina, formată numai din satul de reședință.

## Demografie
Componența lingvistică a comunei Velîka Vîska
     Ucraineană (96,46%)
     Rusă (2,45%)
     Alte limbi (0,92%)
Conform recensământului din 2001, majoritatea populației comunei Velîka Vîska era vorbitoare de ucraineană (96,46%), existând în minoritate și vorbitori de rusă (2,45%).